# 妖怪シェアハウス
『妖怪シェアハウス』（ようかいシェアハウス）は、テレビ朝日の「土曜ナイトドラマ」枠のテレビドラマ。主演は本作が民放連続ドラマ初主演となる小芝風花。
第1シリーズは2020年8月1日から9月19日まで放送され、続編及び第2シリーズとなる『妖怪シェアハウス-帰ってきたん怪-』（ようかいシェアハウス かえってきたんかい）が2022年4月9日から6月4日まで放送された。さらに同年6月17日には『映画 妖怪シェアハウス-白馬の王子様じゃないん怪-』（えいが ようかいシェアハウス はくばのおうじさまじゃないんかい ）も公開された。

## あらすじ
目黒澪は借金取りに追われ、彼氏の奥園健太郎に助けを求めるため住宅街をキャリーケースを引きずり彼の部屋へと逃げ込むが、そこには健太郎以外に女性の姿が。状況が判断できない澪に健太郎は迷惑そうに「帰れ」と言い放ち部屋から澪を追い出してしまう。澪はそこで初めて健太郎から二股をかけられ、しかも自分が本命ではなかった事実を知る。そもそも借金を背負うことになったのは、健太郎へ貢いだことが原因だったのに…。
人に嫌われることを極端に恐れて、空気を読みながら真面目に生きてきた澪は、特にやりたいこともなく、とりあえず就職できた会社で事務として働いていた。ゆくゆくは無難に社内恋愛、職場結婚、出産をと将来を思い描いていたなか、同僚のおしゃれなイケメン・健太郎と付き合うことになったのだが、この健太郎という男はとんでもないダメ男だったのだ。デート代も彼の趣味であるアンティーク時計の購入代金も、澪を言いくるめては支払わせ、挙句の果てには、結婚をちらつかせて健太郎の仕事のミスさえも澪が被ることに。その結果、澪は会社をクビになり、借金を背負い、家も追い出されてしまう。
健太郎にも突き放され、すべてを失った澪は、失意のなか水岡譲が神主を務める荒波八幡神社の境内で行き倒れて気を失ってしまう。意識を取り戻すと澪は四谷伊和という女性に彼女が住む神社の一角にあるシェアハウスで介抱されていた。澪はシェアハウスの住人である酒井涼、沼田飛世、和良部詩子に行倒れとなった事の顛末を涙ながらに聞いてもらうが、どこか住人たちの様子がおかしい。その晩は空き部屋で寝かせてもらうことになったが、夜中に目覚め居間を覗き込むと、そこには妖怪たちの姿が…!
実はこのシェアハウス、お岩さん、酒呑童子、ぬらりひょん、座敷童子の人ならざる者たちが共同生活を送る妖怪シェアハウスだったのだ。彼らは普段は人間に姿を変え、人間の世界で仕事をして生計を立てており、シェアハウスに戻ると丑の刻に妖怪の姿に戻る生活を送っているのだ。澪はシェアハウスの秘密を知ってしまうが、無職・無一文で住むところがないため、就職先が決まりお金が溜まってアパートが借りることができるようになるまでの間、シェアハウスのことを他言しないことを条件に、同居させてもらうことになる。
澪はその後、偶然手にした求人広告のチラシを元に原島響人が社長を務める雑誌編集プロダクション・こんじゃくプロダクションにアルバイトを経て正式に就職し働くことになるが、仕事やプライベートで直面するトラブルをシェアハウスの超おせっかいな住人妖怪たちやシェアハウスを訪れるゲスト妖怪たちに助けられ、妖怪たちとの禁断の共同生活を通し彼らの自由で縛られない姿に感化され、たくましく成長していく。

## キャスト

### 主要人物
目黒澪（めぐろ みお）〈24〉
演 - 小芝風花（幼少期：渋谷南那）
本作の主人公。喜界島出身。人に嫌われることを極端に恐れ、言いたいことも言えず、空気ばかり読んで生きてきた女の子。恋したダメ男・健太郎にお金や仕事、住まいまで奪われてしまい、荒波八幡神社の境内で行き倒れてしまったところを伊和に助けられ、妖怪たちが共同生活する妖怪シェアハウスにたどり着く。無職・無一文で住むところがないため、同居させてもらうことになる。
後にアルバイトの試用期間を経て、雑誌編集社のこんじゃくプロダクションに就職する。
伊和からは「澪きゅん」、詩子からは「澪君（みおぎみ）」、ぬらりひょんからは「お嬢」と呼ばれている。

### 妖怪シェアハウスの住人
シェアハウスの住人妖怪たちは人差し指と中指をこめかみに当てて白目をむくことで、澪に聞かれないようにテレパシーで会話をすることが出来る。敷地の中庭には井戸があり、ここからゲスト妖怪がシェアハウスに遊びにやってくる。
四谷伊和（よつや いわ） / お岩さん（おいわさん）
演 - 松本まりか
シェアハウスの住人。その正体は幽霊のお岩さん。人間の姿の時は看護師として働いている。平素は非常に真面目で温厚な性格。荒波八幡神社の境内で行き倒れた澪をシェアハウスに連れ帰り介抱する。自分も愛する夫・伊右衛門に騙されていた経験から、健太郎に騙されていた同じ境遇の澪にシンパシーを感じ、澪に憑依して二人で健太郎を懲らしめる。その際、健太郎が「尽くす女がウザイ」と言ったことに、自分も伊右衛門から同じように思われていたのに逆恨みしていたのかとショックを受けるが、一途に男性を愛していた伊和はすごいと、澪に慰められる。
妖怪（小説家）として自立する修行の旅に出る澪に、角が伸びてもばれないようにと詩子と作った帽子を餞別にプレゼントしている。
「クズ男センサー」という能力があり、澪がダメな男に騙されそうになると、遠くにいても感知することが出来る。
酒井涼（さかい りょう） / 酒呑童子（しゅてんどうじ）
演 - 毎熊克哉
シェアハウスの住人。その正体は鬼の酒呑童子。人間の姿の時は骨董品の真贋を見分ける目があることから、オークション会社に勤務している。女好きのモテ過ぎるイケメン。女性をさらったという伝説が残されており、大酒飲みで乱暴な物言いをするため一見怖そうだが、女性をさらっていたという話は風評被害で、実は女性に優しく正義感に満ちている。
澪が結婚詐欺に騙されそうな大親友・藍を助けようとするのに加勢し、詐欺師の土方一味を一緒に懲らしめる。
かつては見目麗しき美少年・外道丸であったが、彼に恋い焦がれた女性が恋の病で亡くなった際、読みもしなかった彼女がしたためた恋文を慌てて読んで自身の酷い仕打ちを反省するとその恋文が燃え上がり、報われぬ恋の怨念の黒い煙を浴びて醜い大きな鬼の姿に変わり果てている。
日本酒を一升瓶から大きな盃に注ぎ愛飲する。周りからは「涼ちゃん」、「のんべ」と呼ばれている。
沼田飛世（ぬまた ひよ） / ぬらりひょん
演 - 大倉孝二
シェアハウスの住人。その正体は妖怪のぬらりひょん。人間の姿の時は弁護士兼経営コンサルタントとしてカレー屋のコンサルタントを担当している。詩子がシェアハウスにいないときは得意のカレーを調理して朝食からシェアハウスの住人たちにふるまうこともある。
弁護士の知識を活かして周辺調査を行い、澪や澪の関係者を困らせる人物たちの正体を暴くことに一役買っており、澪を苦しめた鷲尾を懲らしめるために、澪と共に狐に取り憑かれたようになる呪いをかける。
妖怪としてはいつの間にか他人の家に上がり込み、偉そうに振る舞い飲み食いする。
詩子からは「ぬらぴょん」、澪からは「ぬらりさん」と呼ばれている。
和良部詩子（わらべ うたこ） / 座敷童子（ざしきわらし）
演 - 池谷のぶえ
シェアハウスの管理人。一人称は「わらし（私）」。その正体は精霊の座敷童子。人間の姿の時は管理人として甲斐甲斐しく住人たちの世話を焼いている。江戸時代のレシピで料理を作るのが得意で、時々単語を江戸時代の言葉に言い換えて話をする。
各エピソードに登場する妖怪について昔話やわらべ歌に載せて解説する役目を担っており、澪がアマビエの絵を描きSNSにアップしてバズったのでお祝いパーティーを開いたときは、いつものわらべ歌をクラブミックスバージョンで歌唱してパーティーを盛り上げた。
人間の家に住みついて住人にイタズラをするが、住みついた家を繁栄させる力を持っている。しかし気に入らないことがあると家から離れてしまい、座敷童子がいなくなってしまった家は没落してしまう。そのため、どの家に住もうか目の前に二股の分かれ道がある時はいつも迷っており、選択するのは身を切るほどつらい事を知っていることから、水岡と原島のどちらの求婚を受けるか悩んでいた澪のため、井戸の中の大鳥居の奥に祭られている天狗大王にシェアハウスの妖怪たちが大切にしているものを差し出しお札を借り受け、お札の力で澪に水岡、原島、それぞれと結婚した世界を1年間体験させ、どちらが良いか判断する材料を与える。

### 第1シリーズ

#### 妖怪シェアハウスの大家・関係者
妖怪たちが共同生活を送るシェアハウスは、荒波八幡神社の境内の一角に建っている。
水岡譲（みなおか ゆずる）〈26〉
演 - 味方良介
シェアハウスの大家で荒波八幡神社の二十二代目神主。その正体は陰陽師の末裔であるが、陰陽師の能力としては結界を張ってもシェアハウスの妖怪たちには全く効き目がなく、マッサージや風呂掃除など雑用を言いつけられ不当に扱われており、正直頼りない。
澪に対してかなり上から目線で接するが、澪が妖怪と人間の特異点として境目を越え、人間界と妖怪界の均衡を崩れさせる危険性を持つことを唯一知る存在として彼女を憂い、シェアハウスから追い出そうとする。
熱狂的な中年女性ファンがついており、彼女たちから「水岡様」と呼ばれているが、シェアハウスの妖怪たちからは「ユズ」、澪からは「ユズさん」と呼ばれている。
水岡衛
演 - 福田転球（第6話、第7話、第8話）
荒波八幡神社の先代の神主。譲の父。山伏として修業中で、陰陽師として人間と妖怪の均衡をとる役割を担う。修業から神社に戻り、人間の境目を越え角と牙が生える澪を目撃し、彼女の妖怪化を止めるには2週間以内に人間の男性と結婚し、人間の世界に留まるようにするしかないと警告する。
実は修業の間に息子の譲の結婚相手も探していた。

#### こんじゃくプロダクションの関係者
オカルト関係の話題をメインに扱っている雑誌編集プロダクション。ミステリーマガジン『マー』を編集している。
原島響人（はらしま ひびと）〈39〉
演 - 大東駿介
こんじゃくプロダクション社長。大手出版社・今昔出版のカリスマ編集者であったが、父の後妻・鷲尾から干されて子会社のこんじゃくプロダクションに飛ばされている。ドSな性格。
親会社の今昔出版・会長の大滝は実父であり、彼の前妻である母との間に産まれた息子であるが、今では会長一族から追い出されている。
澪を容赦なく仕事でこき使うが陰では澪の仕事ぶりを早くから評価しており、澪が女癖の悪い宗像のもとでアシスタントをしていた時は彼女を心配し、宗像の経営するウイスキーバーに迎えに行きシェアハウスに送り届けたり、幼い頃好きだった妖怪アニメの歌を澪と一緒に歌ったりするなど優しい面もある。社史編集で澪に負担を掛けさせダウンさせ、なおも社史編集をするように迫る義母の鷲尾に対し、社員の命よりも大事な仕事などあるはずがないと澪を守るため啖呵を切っている。
山中美雪（やまなか みゆき）〈30〉
演 - 内藤理沙
こんじゃくプロダクションの中堅編集者。原島の右腕的存在。
超大雑把な性格で、汚い部屋に住みキノコが生えたこともある。彼氏なし、お金なしで必死に低料金の婚活サイトを探している。
酒場で見かけた酒呑童子に一目ぼれして偶然を装い接近しようとするが、部屋にキノコを生やすズボラ女であることをニオイから見破られ、男探しに来る前に身も心も家も掃除して出直してくるよう忠告され、相手にしてもらえなかった。
かつては今昔出版で働いており、原島が鷲尾によって今昔出版社から干された経緯を知っていた。
柳沙羅（やなぎ さら）〈23〉
演 - 宮本茉由
こんじゃくプロダクションの若手編集者。一見かわいい女の子だが、人によって態度をコロコロ変えたり、意地悪なことを事も無げに言ってのけたりする小悪魔的な存在。

### -帰ってきたん怪-（第2シリーズ）

#### 妖怪シェアハウスの大家・関係者
妖怪たちが共同生活を送るシェアハウスは、閻魔寺という寺に引っ越している。
佐藤周
演 - 池田成志
閻魔寺の住職。シェアハウスの大家で、妖怪たちの世話をする。
超生臭和尚で、隙あらば酒を飲んでいるという仏の道を説く人間とは思えないいい加減さ。その一方で、澪には仏教にまつわるさまざまな説法をするなど、真面目なのか何なのか掴めない存在。
佐藤満（みちる）
演 - 豊田裕大
閻魔寺の住職・周の息子。澪を何かと気にかけ、心配してくれる近所の交番の巡査。

### ゲスト

#### 第1シリーズ
第1話
奥園健太郎
演 - 柾木玲弥（第3話、第4話）
澪の元カレ。澪の勤めていた会社の同僚だった。おしゃれイケメンながら、結婚をちらつかせて澪に借金を背負わせ、仕事のミスを押しつけ、あげく二股をかけて澪を捨ててどん底に突き落とす、清々しいまでのダメ男。趣味はアンティーク時計の収集。伊和と彼女に憑依された澪に懲らしめられると、「彼女感を押し付けてくる澪の存在が重たかった」と言って逃げ出してしまう。澪が健太郎に貢いだ金の返済を迫ると「これまで一番尽くしてくれた女性は澪だ」と話を誤魔化そうとしたので、澪から「女性を舐めるな」と一喝され、アンティーク時計を売り払い金を返済することとなる。伊和によると夫の伊右衛門に話し方も顔もソックリだったらしい。
第2話
宗像公介〈42〉
演 - 蕨野友也
公英社に勤務するイケメンのスター編集者。こんじゃくプロダクションに打ち合わせで訪問し、見習いバイト中の澪に仕事のアシスタントを頼む。ウイスキーに関する書籍を編集したことで興味を持ち、ウイスキーバーを開業している。妻子持ちでありながら、実は仕事を餌に手当たり次第に女性に手を出すパワハラ・セクハラを働く常習犯で、澪にウイスキーバーでセクハラを働こうとするが、澪はお菊に助け出され、最後は澪から大事にしていたウイスキーバーの300万円の皿を投げつけられ成敗される。気付いた時には目黒川に全裸で浮いていたところを公然わいせつ罪で警察に逮捕され、妻から離婚訴訟で慰謝料3,000万円を請求されている。
お菊
演 - 佐津川愛美
番町皿屋敷のお菊。普段は人間の姿で井戸端菊（いどばた きく）と名乗り在庫管理のエキスパートとして仕事をしている。数が揃っているものがあると、つい数えてしまう癖がある。亡くなった場所が近いという理由で伊和とは大親友。許嫁がいながら奉公先の殿様や家来からセクハラを受けPTSDとなり、鬱になって井戸に飛び込み亡くなった悲しい過去があるはずが、今どき女子のようなハイテンションで、アイドルポーズを決める。
宗像からウイスキーバーで自分と同じようにセクハラ被害にあいそうになる澪を救い出し、シェアハウスに宗像ともども連れ帰り、シェアハウスの妖怪たちとともに宗像に皿を投げつけセクハラの悪行を懲らしめる。

第3話
島田藍
演 - 松田るか（幼少期：保榮茂愛）
澪と故郷の喜界島で一緒に育った大親友。喜界島にいた頃、学芸会のお芝居で主役のお姫様に抜擢され困っていた澪に、セリフが一言だけの「木」の役と代わってくれたり、夏休みの宿題を写させてくれたり、先に上京して東京のことを教えてくれるなど、何かと澪のことを助けてくれた。1年振りに澪と再会した際は疲弊した表情から健太郎との破局を言い当てており、彼とは面識がある模様。部屋にキノコが生えている汚女子。澪により結婚詐欺の被害にあうところを助け出されたが、騙されたショックで東京が嫌になり故郷の喜界島に帰郷する。
斉藤宏
演 - 渋谷謙人
藍の彼氏。起業家。藍とは出会い系サイトで出会っている。IT企業で成功し、現在はラーメンチェーン「八郎丸」のオーナーに転身し、4店舗目の出店と近々カップ麺を売り出すための出資者を募っている。しかし、その正体は元ホスト・土方敏夫で、実在するラーメン店オーナーになりすまし、出会い系サイトに登録した女性からターゲットを見つけ出して、ラーメン店への投資と騙して金を搾取する詐欺男であった。ターゲットの女性が発信するSNSから事前に女性の好みを調査して優しく接し、運命の相手と思わせ女性を騙すホスト時代のやり口を駆使していた。ホスト時代に酒呑童子の勤める会社に女性に貢がせた物品を換金に現れていたことから正体を見破られ、詐欺一味ともどもシェアハウスの妖怪たちと澪に成敗される。
武田高志
演 - 伊島空
宏の弟分。その正体は土方の詐欺一味の一員。土方ともどもシェアハウスの妖怪たちと澪に成敗される。
ゆかり
演 - 宮澤竹美
高志の姉。不動産会社社員。その正体は土方の女で詐欺一味の一員。土方ともどもシェアハウスの妖怪たちと澪に成敗される。

第4話
アマビエ
演 - 片桐仁
未来を予言する能力を持つ妖怪。その能力で人間の姿の時は原宿で占い師をしている。
シェアハウスに遊びに訪れ、その際、澪にしばらくいいことが続くが長続きせず、すぐに悪いことが起こるので、その時は自分の絵を描いて人々に見せるようにと予言する。澪がSNSで悪い男たちをシェアハウスの妖怪と一緒に懲らしめた体験談を妖怪のことをにおわせてアップした内容がバズり、SNSの内容を書籍化しようと話が盛り上がるが、アマビエが誤って酒呑童子と澪の2ショット写真をSNSにアップしたことで、澪はリア充で本当は男から酷い目にあっていないと誤解されSNSが炎上し、予言が的中する。後に澪がアマビエの絵をSNSにアップして絵がかわいいと再びバズり、炎上が無かったかのようになるが、SNSの書き込みで人を持ち上げたり、非難したりする他人のいいかげんな評価に振り回されないようにと澪に助言を与える。
シェアハウスの妖怪たちからは「アマちゃん」、澪からは「アマビさん」と呼ばれている。河童ではなく人魚寄り。
澪をつけまわっていた男
演 - 大友律
澪がSNSに書き込んだ悪い男たちを懲らしめる話でファンになるが、それが作り話であったとショックを受け澪をつけまわし謝罪させ、その様子をSNSにアップする。さらにシェアハウス前まで澪につきまとい続けるが、水岡が間一髪のところで澪を助けた。後にSNSでアマビエの絵をアップした澪が再びバズると、澪をつけまわした悪い男として逆炎上してしまい、住所を特定され自分が周りから謝罪するようにつけまわされる羽目になる。

第5話
鷲尾香澄 〈44〉
演 - 幸田尚子
今昔出版の経営統括部。今昔出版会長・大滝の後妻。
夫・大滝の喜寿の祝賀パーティーで今昔出版創立100周年の社史を配るので、1ヶ月で社史を編集してほしいとこんじゃくプロダクションに依頼に現れ、澪を社史編集のプロジェクトリーダーに任命する。澪を言葉巧みに担ぎ上げ社史編集の仕事を頑張らせるが、後から送ると約束していた本社からの援軍をよこさず、逆に山中や柳たちを本社の仕事に引き抜いて人手を奪い、澪と原島の二人だけに社史編集の仕事をやらせ、そのうえ締め切りを早めて編集が期日に間に合わなければこんじゃくプロダクションを解体すると言いだす。実は今昔出版を乗っ取り、大滝の遺産を手に入れるために大滝と結婚しており、彼の息子の原島がいる邪魔なこんじゃくプロダクションを解体、原島をクビにする計画を立てて、澪と原島にわざと無理難題な社史編集を押し付けていた。大滝が倒れた（と妖怪たちに騙された）際、遺産を相続する遺言を確認するように弁護士の那須にこっそりと電話を掛けていた。過去にも遺産目当てで高齢の資産家と結婚する後妻業のようなことをしており、ぬらりひょんから妖狐の九尾の狐のような女だと言われる。
悪だくみを見抜いたぬらりひょんと澪に呪いをかけられ、狐に取り憑かれたようになってしまう。今昔出版の乗っ取りの野望がばれると大滝から今昔出版から追い出され、離婚調停を起こされる。
那須純一郎 〈45〉
演 - 草野速仁
再建が得意という触れ込みで今昔出版に出入りしている弁護士。鷲尾と不倫関係で、二人で今昔出版を乗っ取ろうとしていた。
鷲尾から「純」と呼ばれている。
秘書
演 - 森下亮
鷲尾の秘書。今昔出版の取締役会で鷲尾に同行している。
大滝英 〈77〉
演 - 山路和弘
年商200億円の大手出版社・今昔出版の会長。
こんじゃくプロダクションの社長・原島響人は前妻との間にもうけた息子であるが、現在は親子関係を拗らせている。とあるクラブでママから紹介された経営コンサルタントの鷲尾と3年前に結婚している。
社史編集で澪が倒れるまで仕事を無理強させる鷲尾に意見した原島に、辞表を出して会社を去るよう迫るが、後に鷲尾が遺産目的で自分に近づいて結婚し、弁護士の那須と不倫していることを澪たちの報告で知ると、鷲尾への遺産相続の遺言は無効にし、会社を去るのは（原島ではなく）お前のようだなと鷲尾に言い渡し、今昔出版から追い出して離婚調停を起こす。

第6話
山姥
演 - 長井短
ヤマンバギャルのメイクとファッションに身を包み、ギャル語を話すノリノリハイテンションな山姥。人間の個性と充実度を見抜く特殊能力を持ち、その人の魅力を最大限に引き出しポジティブに生まれ変わらせる渋谷の伝説のビューティーアドバイザーやまちょすとして崇められている。原島との恋愛に積極的になれない澪をコーディネートするため伊和によってシェアハウスに呼び寄せられた。妖怪のネットショッピングONIZONからファッションアイテムを取り寄せる。大の肉好きで、肉を食べて満腹感から眠くなると本性が現れ老婆の姿になってしまう。ヤマンバギャルの時は本名を安達と名乗っている。
安達ヶ原を旅していた高僧・東光坊祐慶に吹雪の晩に宿を求められた際に迎え入れ、薪を拾いに行く間覗いてはいけないと言っていた白骨死体が山のように積み上げられた奥の部屋を覗かれ正体がバレてしまい、法力により成敗される。しかし、人間を食べることを止めてくれた祐慶に感謝して、千年の間、彼に好意を抱いており、生まれ変わっているかもしれない祐慶に見つけてもらうために目立つヤマンバギャルのファッションをしている。
「同じ時代に生きて恋をするって、めちゃめちゃ奇跡なんだから」と澪に強く訴え、彼女の原島への恋を全力で応援する。澪が原島への告白に失敗したときは澪やシェアハウスの妖怪たち、水岡をヤマンバギャル、ギャル男にコーディネートしてみんなでパラパラダンスを踊って励ましている。

第7話
黄泉醜女（ヨモツシコメ）
演 - 峯村リエ（S2第9話）
人間の姿の時はスーパー結婚コンサルタント兼、凄腕の別れさせ屋・四方津志子（よもつ しこ）として活躍している。見た目は全身ヒョウ柄に身を包み、コテコテの関西弁でマシンガントークをする大阪のおばちゃん。座敷童子とは大親友。生霊に取り憑かれた澪を救うためシェアハウスに呼び出される。別れさせ屋として梨沙と原島が話し合う場をセッティングし、梨沙の生霊が澪を襲った時に原島と仲直りできないかと澪が生霊に問いかけた際には、生霊になるくらいなのに仲直りできるはずがないと諭したことで、それを聞いた生霊が納得し、梨沙と原島との離婚を成立させている。
日本神話ではイザナミが自分との約束を破って逃げ出したイザナギを捕まえるためにイザナミから使わされるものの、イザナギが投げた山葡萄やタケノコに食いついたためその間に逃げられてしまったとされているが、本人は単にイザナギの逃げ足が速かったので取り逃がしたとそのことを否定している。
生霊 / 原島梨沙（西岡梨沙）
演 - 藤井美菜
原島の妻・梨沙の怨霊。生霊には陰陽師やシェアハウスの妖怪たちでさえも太刀打ちできない。ラップ現象を起こしシェアハウスの家具を振動させたり、停電させたり、澪のノートパソコンを破壊するなどして澪を怖がらせ、最後には姿を現して澪を絞め殺そうとするが、水岡やシェアハウスの妖怪たちに捕獲される。
本当は原島と別れたくないが仕事ができる編集者としてプライドと世間体から素直にそのことが言いだせず、寂しさから不倫相手を見つけ出し自分を傷つけまいとしていたところ、原島が新人編集者の澪と仕事で仲良くしていることを知って澪への嫉妬から生霊を生み出していた。日本神話の昔から夫婦問題を見てきた黄泉醜女に悩みをズバリ見抜かれ「あなたは悪くない」と慰められ、悩みを理解されたことで恨みを解消する。死霊の伊和とは同じく旦那と仲良くする女性に嫉妬した共通点から意気投合し、最後は黄泉醜女と座敷童子がデュエットする「大阪ラプソディー」を澪と聴いて和解を果たし、生霊は消滅した。

最終話
天狗大王
声 - 福田転球
シェアハウスの井戸の奥にある大鳥居に鎮座する天狗の王。水岡、原島どちらの求婚を受け入れるか人生の岐路に立った澪のことを案じた座敷童子に、シェアハウスの妖怪の大切なものと引き換えに二者択一を選んだ結果をどちらも体験できる力のあるお札を貸し与える。
安藤萌々
演 - 安藤萌々
若手女優。澪が原島と結婚する世界をお札の力で体験したときに、原島のアドバイスを聞いたおかげで水川賞を受賞した小説が映画化され、その映画で先生役を演じている。シェアハウスを模した撮影セットで撮影の合間に澪から台本にサインを貰っている。
巫女
演 - miwa
澪が水岡と結婚する世界をお札の力で体験したときに、水岡との祝言の神事を手伝っている。

#### 第2シリーズ
第1話
河童 / 川辺雄介
演 - 小久保寿人
水泳教室のイケメン講師で社長。正体は河童。胡瓜が大好物。澪をアルバイトとして雇う。女性生徒から人気を得ている傍、生徒の一人を誘惑するという奇行も犯している。やがて、澪の前で本性を現す。
百合子
演 - 宮本真希
水泳教室の生徒（レディース軍団）のひとり。
レディース軍団
演 - まひろ玲希、藤原絵里、戸張美佳
水泳教室の生徒。レディース軍団。

第2話、第3話
お歯黒べったり / 赤坂麗、赤坂紅
演 - 村岡希美、内田慈
美容外科の院長で美人姉妹。正体はお歯黒べったり。新しい美容施術「マックス・ハッピー」の実験台として、澪を手術したが、澪をのっぺら坊にしてしまう。
笹原小梅
演 - 井頭愛海
澪の元アルバイト仲間でミュージシャン。

第4話
絡新婦 / 小暮梢
演 - 武田梨奈（第3話 - 第5話・第7話 - 第9話）
外資系IT企業「ベンチャーフォレスト」で働くOL。たまたま澪と知り合う。澪を含むCreative Camp参加者に謎の飴を渡して、参加者全員を狂わせていた。
山びこ / 上竜樹
演 - 安井順平（第5話 - 第9話）
配属先の出版部門の編集長。かつて澪が小説を売り込んだ相手。
小豆洗い / 小豆沢琉
演 - 岩崎う大（第5話・第7話）
配属先の出版部門の編集者。正体は小豆洗い。上にクビを宣告されると、本性を現し始める。
白鳥芽衣
演 - 尾碕真花（第5話 - 第9話）
配属先のお嬢様秘書。実家が裕福で何不自由なく育ったであろう芽衣は、澪とは正反対のキラキラ系女子で、どこか無邪気な一面も持ち合わせる。

第5話
大河内龍介
演 - 木村靖司
AIを好む大作家。
菅原道真
演 - 山内圭哉
学問の神様。澪と妖怪達の前に突如、現れる。
きなこ
声 - AITO（望月歩）
AIロボット。

第6話
化け狸
演 - 本多力
突如、妖怪達の前に現れた妖怪。澪の姿に化け、澪を透明人間にした。

第7話
黒原光一
演 - 六角精児（第8話・第9話）
マルチメディアクリエイター。本作のラスボス。小暮と上を配下として従える。妻子あり。好物は柿。
だいだらぼっちと思われていたが、ただの人間だった。
西村傑
演 - 永田崇人
ベンチャーフォレストのCreative Camp参加者。
片桐美里
演 - 片桐美穂
ベンチャーフォレストのCreative Camp参加者。

## スタッフ
- 脚本 - 西荻弓絵〈はらへらし〉[注 35]、ブラジリィー・アン・山田〈ラテランツブシ〉、綿種アヤ〈ツンドクゼンブヨム〉
- 演出 - 豊島圭介〈シロメムカセ〉、山本大輔〈ネコマッシグラ〉
- エグゼクティブプロデューサー - 内山聖子〈ヒトタラシ〉（テレビ朝日）
- プロデューサー - 飯田サヤカ〈ウワバミ〉（テレビ朝日）、宮内貴子〈メダマアセカキ〉（角川大映スタジオ）
- 劇中昔話「ゲキメーション」 - 作・宇治茶〈ツチグロシオマネキ〉
- 劇中わらべ歌 - 歌唱・座敷童子（池谷のぶえ）
- 音楽 - 井筒昭雄〈セナカチンドン〉
- 主題歌
  - 第1シリーズ - miwa「DAITAN!」（ソニー・ミュージックレコーズ）[21]
  - 第2シリーズ - ayaho「アミ feat. 和ぬか」[22]
- 制作協力 - 角川大映スタジオ
- 制作著作 - テレビ朝日

## 放送日程
- 第1シリーズは、土曜ナイトドラマ枠の個人視聴率歴代最高タイ（『おっさんずラブ-in the sky-』と同率の2.4％）、世帯視聴率歴代最高タイ（『M 愛すべき人がいて』と同率の4.7％）を記録。「ギャラクシー賞」テレビ部門の2020年9月度月間賞も受賞した[23]。

第1シリーズ
| 各話   | 放送日  | サブタイトル | ラテ欄                                                                          | 脚本                     | 演出     |
| ------ | ------- | ------------ | ------------------------------------------------------------------------------- | ------------------------ | -------- |
| 第一怪 | 8月01日 | お岩さん     | 一緒に住む!? 美幽霊お岩さんの甘い誘惑… 禁断ホラーコメディ!! 浮気男を成敗せよ    | 西荻弓絵                 | 豊島圭介 |
| 第二怪 | 8月08日 | お菊さん     | 皿屋敷のお菊さんが“ミートゥー”乱入!! 350年の時を超えてセクハラ上司を成敗        | 西荻弓絵                 | 山本大輔 |
| 第三怪 | 8月15日 | 酒呑童子     | 酒呑童子怒り爆発!! 人の心は鬼より怖い… 女子の心につけこんだ結婚詐欺男を成敗!!   | 西荻弓絵                 | 山本大輔 |
| 第四怪 | 8月22日 | アマビエ     | 疫病退散…予言する妖怪アマビエが来る!! バズって炎上して踊るSNS依存を成敗!!       | ブラジリィー・アン・山田 | 豊島圭介 |
| 第五怪 | 8月29日 | ぬらりひょん | 女の敵は本当は女…妖怪総大将VS九尾の狐 ぬらりひょん遂に出陣 パワハラ女を成敗!!   | 西荻弓絵                 | 山本大輔 |
| 第六怪 | 9月05日 | 山姥         | 伝説ヤマンバギャル1000年待ってる 悲恋の山姥が起こす恋の奇跡 命短し恋せよ乙女!!  | 綿種アヤ                 | 豊島圭介 |
| 第七怪 | 9月12日 | 黄泉醜女     | 生霊VSヨモツシコメ 日本創世記の夫婦喧嘩 大阪おばちゃん風鬼女 ズバっと仲裁するで | 西荻弓絵                 | 山本大輔 |
| 最終怪 | 9月19日 | 座敷わらし   | 最終怪…さらば妖怪 頼れる神主VS素敵上司 どちらかと結婚せよ!? 私幸せになります!!  | 西荻弓絵                 | 豊島圭介 |

-帰ってきたん怪-（第2シリーズ）
| 各話   | 放送日  | ラテ欄                                             | 脚本     | 演出     |
| ------ | ------- | -------------------------------------------------- | -------- | -------- |
| 第一怪 | 4月09日 | 人気ホラーコメディ 奇跡の復活!! 恋した人はカッパ!? | 西荻弓絵 | 豊島圭介 |
| 第二怪 | 4月16日 | わたし…きれい?                                     | 西荻弓絵 | 山本大輔 |
| 第三怪 | 4月23日 | お歯黒べったり!?                                   | 西荻弓絵 | 山本大輔 |
| 第四怪 | 4月30日 | 妖怪パワハラー!?                                   | 西荻弓絵 | 山本大輔 |
| 第五怪 | 5月07日 | 出た!! 菅原道真!!                                  | 西荻弓絵 | 山本大輔 |
| 第六怪 | 5月14日 | あざと可愛い狸!?                                   | 綿種アヤ | 山本大輔 |
| 第七怪 | 5月21日 | 妖怪だらけの会社                                   | 西荻弓絵 | 豊島圭介 |
| 第八怪 | 5月28日 | ついに反撃開始!!                                   | 西荻弓絵 | 豊島圭介 |
| 最終怪 | 6月04日 | 最恐妖怪の正体!!                                   | 西荻弓絵 | 豊島圭介 |

- 第一怪は「初回1時間カッパスペシャル」として、23:00 - 翌0:00の30分拡大放送。

## その他
- 撮影の安全祈願のため、巣鴨の妙行寺、四ツ谷の陽運寺、布多天神の3か所に参拝に訪れている[26]。
- 毎話妖怪たちにまつわる“伝説”を「ゲキメーション」[注 36]という独特の手法で紹介している[27]。
- 第2シリーズではソニー銀行とのコラボCMを放送。制作された「カンヌ映画祭に向けて準備」篇と「ぬらりはなぜ余裕があるの？」篇の2本には、お岩さんとぬらりひょんが出演している[28]。

## 作品の評価
第2シリーズの初回は、ORICONドラマ満足度調査にて73Pt（100Pt満点）を獲得し、満足度ランキングの首位を獲得した。

### 受賞歴
- ギャラクシー賞（放送批評懇談会）
  - 2020年9月度 月間賞[30][31] - 第1シリーズ
    - 選定理由として「ポップな妖怪たちによるコメディというライトな入り口でありながら、根底にはフェミニズム的な問題意識が流れた脚本が秀逸。役者陣も個性豊かな妖怪たちを生き生きと演じ、抑圧され生きづらい社会のなかで、いかに自分の思うままに生きるのかを痛快に描いていた」と、評価された[32]。

  - 第58回（2020年度）テレビ部門 奨励賞[33] - 第1シリーズ

## 配信ドラマ

### 妖・怪談
妖怪シェアハウス番外編『妖・怪談』（よう・かいだん）がTELASA （テラサ）で2020年8月7日からTELASAプレミアム会員向けに配信された。澪と妖怪たちが暮らすシェアハウスにある“くつろぎの間”でシェアハウスの妖怪たちが澪に向けて自らの体験を基にした恐怖の怪談を語り始める。

#### キャスト（配信ドラマ）
目黒澪（めぐろ みお）
演 - 小芝風花
シェアハウスの妖怪たちから身の毛もよだつ怪談を聞かされる。
お岩さん
演 - 松本まりか
ストーカーに怯える若手女優を襲った震撼の物語を語る。
ぬらりひょん
演 - 大倉孝二
人気カレー店の調味料に隠された驚愕の秘密を語る。
酒呑童子
演 - 毎熊克哉
“呪いの湯呑み”にまつわる恐ろしい逸話を語る。
座敷童子
演 - 池谷のぶえ
新居に引っ越してきた家族を襲った恐怖体験を語る。

#### スタッフ（配信ドラマ）
- 脚本 - ブラジリィー・アン・山田、綿種アヤ
- 演出 - 井木義和
- プロデューサー - 飯田サヤカ（テレビ朝日）、宮内貴子（角川大映スタジオ）
- 制作 - テレビ朝日
- 制作協力 - 角川大映スタジオ

#### 配信日程（配信ドラマ）
| 各話  | 配信開始日 | サブタイトル   | 脚本                     | 演出     |
| ----- | ---------- | -------------- | ------------------------ | -------- |
| 第1話 | 8月07日    | お岩編         | 綿種アヤ                 | 井木義和 |
| 第2話 | 8月07日    | ぬらりひょん編 | ブラジリィー・アン・山田 | 井木義和 |
| 第3話 | 8月14日    | 酒呑童子編     | ブラジリィー・アン・山田 | 井木義和 |
| 第4話 | 8月14日    | 座敷わらし編   | ブラジリィー・アン・山田 | 井木義和 |

### ほんとに映画化するん怪？
スピンオフドラマとなる妖怪シェアハウス番外編『ほんとに映画化するん怪？』がTELASAで2022年4月10日からTELASAプレミアム会員向けに配信。映画化の決定に浮かれる澪と妖怪たちのドタバタ劇がつづられる。

## 映画
『映画 妖怪シェアハウス-白馬の王子様じゃないん怪-』（えいが ようかいシェアハウス はくばのおうじさまじゃないんかい）のタイトルで2022年6月17日に公開された。

### キャスト（映画）
- 目黒澪 - 小芝風花[35][36]
- 四谷伊和（お岩さん） - 松本まりか[35][36]
- 酒井涼（酒呑童子） -  毎熊克哉[35][36]
- 佐藤満 - 豊田裕大[35]
- 和良部詩子（座敷童子） - 池谷のぶえ[35][36]
- お菊 - 佐津川愛美[35]
- 山姥 - 長井短[35]
- 笹原小梅 - 井頭愛海[35]
- 白鳥芽衣 - 尾碕真花[35]
- 川辺雄介（河童） - 小久保寿人[35]
- アマビエ - 片桐仁[35]
- 上竜樹（山びこ） - 安井順平[35]
- AITO - 望月歩[35][37][38]
- 佐藤周 - 池田成志[35]
- 沼田飛世（ぬらりひょん） - 大倉孝二[35][36]

### スタッフ（映画）
- 監督 - 豊島圭介[35][36]
- 脚本 - 西荻弓絵[35][36]
- 音楽 - 井筒昭雄[35][36]
- 主題歌 - ayaho「アミ feat. 和ぬか」[39]
- 製作総指揮 - 早河洋[35][36]
- 製作統括 - 手塚治[35][36]
- 製作 - 村松秀信、西新、今村俊昭、堀内大示、伊藤貴宣、寺内達郎、能田剛志、森君夫[35][36]
- 企画協力 - 古賀誠一[35][36]
- エグゼクティブプロデューサー - 内山聖子[35][36]
- プロデューサー - 飯田サヤカ、遠藤英明、押切大機、宮内貴子[35][36]
- 撮影 - 大鋸恵太[35][36]
- 照明 - 坂本心[35][36]
- 録音 - 金杉貴史[35][36]
- 映像 - 浅香康介[35][36]
- 編集 - 村上雅樹[35][36]
- 記録 - 井手希美[35][36]
- セットデザイン - 村竹良二[35][36]
- 装飾 - 鈴木仁[35][36]
- 衣装 - 岩本起法子[35][36]
- ヘアメイク - 長島由香[35][36]
- 特殊メイク - こまつよしお[35][36]
- ゲキメーション - 宇治茶[35][36]
- VFX - 後藤洋二[35][36]
- 選曲 - 稲川壮[35][36]
- 音響効果 - 西村洋一[35][36]
- 助監督 - 北野隆、天野隆太[35][36]
- 制作担当 - 白石治[35][36]
- 配給 - 東映[40]
- 制作プロダクション - 角川大映スタジオ
- 製作 - 映画「妖怪シェアハウス」製作委員会（東映、テレビ朝日、朝日放送テレビ、角川大映スタジオ、メ〜テレ、北海道テレビ放送、北陸朝日放送、九州朝日放送）